# Monokalcijum fosfat
Monokalcijum fosfat je hemijsko jedinjenje sa formulom . On se obično nalazi kao monohidrat, .

## Upotreba

### Đubrivo
Fosfor je esencijalni nutrijent i stoga je uobičajeni sastojak poljoprivrednih đubriva. Trikalcijum fosfat , koji je glavna komponenta fosfatnih stena kao što su fosforit, apatit, i drugih fosfatnih minerala, je suviše nerastvoran da bi bio efikasan. Iz tog razloga se konvertuje u rastvorniji monokalcijum fosfat, generalno koristeći sumpornu kiselinu . Proizvod se hidratiše da bi se pretvorio kalcijum sulfat u dihidratni gips koji se prodaje kao superfosfat kreča. Alternativno fosfatne stene se mogu tretirati sa fosfornom kiselinom da se proizvede čistija forma monokalcijum fosfata koja se podaje kao trostruki fosfat.

#### Superfosfat
Superfosfat je đubrivo koje se proizvodi dejstvom koncentrovane sumporne kiseline na prah fosfatne stene.

#### Trostruki superfosfat
Trostruki superfosfat je đubrivo proizvedeno dejstvom koncentrovane fosforne kiseline na samlevenu fosfatnu stenu.
Aktivni sastojak proizvoda, monokalcijum fosfat, je identičan sa superfosfatom, ali bez prisustva kalcijum sulfata koji se formira primenom sumporne kiseline. Sadržaj fosfora u trostrukom superfosfatu (17 - 23% P; 44 do 52% P2O5) je stoga veći nego u superfosfatu (7 - 9.5% P; 16 to 22% P2O5). Trostruki superfosfat je bio najrasprostranjenije fosfatno đubrivo do 1960-ih, kad je amonijum fosfat zadobio popularnost.